# Téléphone
Téléphone (Телефо́н) — французская рок-группа, основанная 12 ноября 1976 года и распавшаяся 21 апреля 1986 года. Является одной из самых продаваемых французских рок-групп в истории.

## История
Группа была образована в 1976 году и через несколько месяцев подписала контракт с лейблом звукозаписи. Первый же альбом, также названный Téléphone, в одночасье сделал из них звёзд и лидеров французской рок-сцены. С первого альбома было издано три сингла: «Hygiaphone», «Métro (c'est trop)» и «Anna».

## Признание
По мнению издания Le Français dans le monde (издательство Librairies Hachette et Larousse), является «величайшей французской рок-группой».

## Состав
- Жан-Луи́ Обе́р (фр. Jean-Louis Aubert; род. 12 апреля 1955, Нантюа) — гитара, вокал
- Луи́ Бертинья́к[фр.] (фр. Louis Bertignac; род. 23 февраля 1954, Оран, Алжир) — гитара
- Кори́на Маринно́[фр.] (фр. Corine Marienneau; род. 7 марта 1952, Париж) — бас-гитара
- Риша́р Колинка́[фр.] (фр. Richard Kolinka; род. 7 июля 1953, Париж) — ударные

## Дискография

### Альбомы

#### Студийные альбомы
- 1977: Téléphone[фр.] (продажи: 100 000 экземпляров)
- 1979: Crache ton venin[фр.] (600 000 экземпляров)
- 1980: Au cœur de la nuit[фр.] (500 000 экземпляров)
- 1982: Dure Limite[фр.] (770 000 экземпляров)
- 1984: Un autre monde[фр.] (860 700 экземпляров)

#### Концертные альбомы
- 1986: Téléphone Le Live[фр.] (запись 1984 года)
- 2000: Paris '81[фр.]' (запись 1981 года) (100 000 экземпляров)

#### Сборники
- 1984: Le meilleur de Téléphone
- 1991: Rappel (1) (продажи: 1 000 000  экземпляров)
- 1993: Rappel (2) (100 000  экземпляров)
- 1993: Téléphone - L'intégrale[фр.]
- 1994: La Totale (300 000  экземпляров)
- 1996: 20e anniversaire[фр.] (200 000 экземпляров)
- 1997: Best of (300 000  экземпляров)
- 2003: Intégrale Studio
- 2004: Platinum Collection
- 2006: Illimité (75 000 экземпляров)

### Синглы
Список неполный.
- 1978:	«Anna»
- 1978:	«Hygiaphone»
- 1978: «Métro (c'est trop)»

…
- 1985: «Le jour s'est levé» (800 000  экземпляров)

### Видео/DVD
- 1980: Téléphone Public[фр.]